# العملاق الودود الضخم
العملاق الودود الضخم (بالإنجليزية: The BFG) وهو عنوان الرواية الأصلي، المختصر لـ (بالإنجليزية: The Big Friendly Giant)؛ رواية فنتازية للأطفال، من تأليف الروائي البريطاني روالد دال، وقد كانت تتضمن رسومات الفنان كوينتن بليك، صدرت في عام 1982 من قبل جوناثان كيب للنشر. بحلول عام 2009، كان قد بيع من الرواية أكثر من 37 مليون نسخة، إضافة إلى أكثر من مليون نسخة في بقية دول العالم كمعدّل بيع سنوي منذ أن نُشِرت الرواية. وقد أنتج بناء على هذه الرواية فيلمان مقتبسان، الأوّل في عام 1989، والآخر في عام 2006، والأخير كان من إخراج ستيفن سبيلبرغ.